# Ochrotrichia graysoni
Ochrotrichia graysoni är en nattsländeart som beskrevs av Parker och Voshell 1980. Ochrotrichia graysoni ingår i släktet Ochrotrichia och familjen smånattsländor. Inga underarter finns listade i Catalogue of Life.